# Président de la république unie de Tanzanie
Le président de la république unie de Tanzanie (en swahili : Rais wa Jamhuri ya Muungano wa Tanzania ; en anglais : President of the United Republic of Tanzania) est le chef de l'État et du gouvernement de la Tanzanie, dont les compétences politiques et institutionnelles sont régies par la Constitution de 1997.

## Système électoral
Le président est élu au scrutin uninominal majoritaire à un tour pour un mandat de cinq ans, renouvelable une seule fois. Du rétablissement du multipartisme en 1992 jusqu'à un amendement adopté en 2000, le président était élu au scrutin uninominal majoritaire à deux tours, même si aucun second tour n'a été nécessaire durant cette période,.
Le vice-président est élu en même temps que le président en tant que colistier. Il termine le mandat du président élu en cas d'incapacité de ce dernier.